# جائزة إيطاليا الكبرى للدراجات النارية 2013
جائزة إيطاليا الكبرى للدراجات النارية 2013 هو سباق دراجات نارية أقيم بتاريخ 2 يونيو 2013 في حلبة موجيلو، إيطاليا. كان الجولة الخامسة من أصل 18 في سباق الجائزة الكبرى للدراجات النارية موسم 2013. فاز الإسباني خورخي لورنزو بفئة الموتو جي بي بينما جاء الإسباني داني بيدروسا في المركز الثاني وحصل على المركز الثالث كال كروتشلوو.

## وصلات خارجية
- الموقع الرسمي